# Житинський Тарас Петрович
Жити́нський Тара́с Петро́вич — український музикант, вокаліст, автор пісень. Лауреат фестивалів «Червона Рута», «Слов'янський базар», «Тарас Бульба». Виконує зокрема повстанські та стрілецькі пісні.     

## Життєпис
Народився в родині репресованих вояків УПА в Карагандинській області, лише у 1981–му році зміг повернутися на Батьківщину — місто Івано-Франківськ.
Закінчив Івано–Франківський інститут мистецтв. З часом став відомим у місті серед молоді музикантом та вокалістом. Після здобуття Україною незалежності почав брати участь в українських фестивалях та конкурсах. На них здобув: диплом джаз-фестивалю «Кришталевий Лев» в складі «Галицький диксиленд» (фортепіано), 1989 рік; третю премію у категорії «поп–музика» на фестивалі «Червона Рута» в 1991–му році, третю премію у 1992–му; лауреат фестивалю «Слов'янський базар-92» третя премія; у 1994 році із групою «Скала» здобув перемогу на рок-фестивалі «Тарас Бульба»; у 2007 році гран-прі фестивалю «Повстанським плаєм». 
У 1996–му перебрався до Лондона. Тоді ж починає ходити з оселедцем. У 1997-2015 роках у Великій Британії функціонує створений Тарасом Житинським гурт «Земляки», складений з українських емігрантів, який грає і народну пісню, і авторський репертуар. 
Автор проекту «Вкрадені пісні України». Автор проекту «Історія України в піснях XVI-XXI століть» (77 пісень).

## Альбоми
- «Чорний лебідь» (1992)
- «Ва–банк» (1995)
- «Найкращі пісні Тараса Житинського» (Лондон, 2000)

- «Вечорниці у Лондоні» (2005)
- «Пісні козаків» (2007) — гайдамацькі, стрілецькі й козацькі пісні різних часів і з різних теренів країни.
- «Козацькі балади» (2009)
- «Їхали батяри» (2009)
- «Пісні козаків» (2012) — разом з Іриною Житинською

- «Синьо-жовта ріка» (2010)
- «ДУЕТ» (2010) — записано разом з дочкою Іриною Житинською.
- «Синьо-жовта ріка 2» (2012)
- «Життя триває, точиться війна» (2015) — записано разом з Григорієм Лук'яненком, Василем Лютим (Рутенія)[1]
- «Історія України в піснях 17-20 століття» (2016 рік)
- ,,Історія України в піснях XVI-XXI століття (2023 рік)

## Озвучення фільмів
- Жив-був пес — Вовк (любительський дубляж)
- Воїни лісу[2], Воїни лісу 2[3] — музика.

- Шпаченятко Ксюх[4] — музика.

- Музика до фільму «Дрогобицька Голгофа» (режисер Олександр Король).